# Arh Dér!
Arh Dér! er det andet album fra den danske rapgruppe MC Einar. Albummet blev udgivet på CBS Records i 1989. Titelnummeret, "Arh Dér!", der sampler begyndelsen af The Monkees sang "Mary Mary" fra 1966, blev et hit for gruppen. Allerede året efter gik den dog i opløsning som følge af interne uenigheder.

## Trackliste
1. "Arh Dér!" - 4:51
2. "Kniber" - 4:25
3. "Rimets Mester" - 3:28
4. "28° Seqineqanngitsumi (28° I Skyggen)" - 2:02
5. "Panik" - 5:23
6. "Søndag Formiddag Blues" - 3:09
7. "Hva' Fanden Er Det For En Tid At Komme På?" - 3:53
8. "Bliv Ved Med At Danse" - 4:12
9. "Vildmandens Wienergryde" - 2:10
10. "Mette Medium" - 3:51
11. "Nossefunk" - 2:31
12. "Jeg Har Det Fint" - 2:58